# Wilfried Puis
Wilfried Puis (Ostenda, 18 febbraio 1943 – 21 ottobre 1981) è stato un calciatore belga, di ruolo centrocampista.

## Carriera
Con la maglia dell'Anderlecht vinse sei campionati belgi (1962, 1964, 1965, 1966, 1967, 1968) ed una coppa nazionale (1965). Fu calciatore belga dell'anno nel 1964. Puis è deceduto per un male incurabile all'età di 38 anni.

## Palmarès

### Club
- Campionato belga: 6

Anderlecht: 1961-1962, 1963-1964, 1964-1965, 1965-1966, 1966-1967, 1967-1968
- Coppa del Belgio: 1

Anderlecht: 1964-1965

### Individuale
- Calciatore belga dell'anno: 1

1964